# Petrophora
Petrophora là một chi bướm đêm thuộc họ Geometridae.